# 賽歐塔 (伊利諾伊州)
賽歐塔是位於美國伊利諾伊州麥克多諾縣的一個村落。

## 地理
賽歐塔的座標為40°33′39″N 90°45′06″W / 40.56083°N 90.75167°W，而該地最高點為海拔高度231米（即758英尺）。

## 人口
根據2010年美國人口普查的數據，賽歐塔的面積為0.83平方千米，當中陸地面積為0.83平方千米，而水域面積為0.00平方千米。當地共有人口61人，而人口密度為每平方千米73人。